# BarthHaas
 (mars 2021).

BarthHaas GmbH & Co. KG (appelée Joh. Barth & Sohn GmbH & Co. KG jusqu'en 2019) est une entreprise allemande dont le siège se trouve à Nuremberg (Bavière). C'est le plus premier négociant de houblon au monde avec une part de marché d'environ 30 %. Joh. Barth & Sohn est la plus grande entreprise du groupe Barth-Haas.

## Évolution du chiffres d'affaires
Après la fusion avec la société Hopunion Raiser Scharrer KG en 2000, l'entreprise avec près de 470 employés a réalisé un chiffre d'affaires d'environ 400 millions  DM et atteint une part de marché mondiale de 40 %.
La fusion avec Hopunion a entraîné une croissance du chiffres d'affaires d'environ 100 millions de DM.
Le chiffre d'affaires de l'exercice 2006/2007 s'est élevé à environ 100 millions d'euros. La baisse des ventes s'explique par la surcapacité de la production de houblon.
En raison de la réduction des zones de production et des conditions météorologiques défavorables, le volume de production a diminué et a entraîné une augmentation des prix.
En 2007, Joh. Barth & Sohn a pu réaliser un chiffre d'affaires de 200 millions d'euros, soit environ 30 % du marché mondial du houblon, qui s'élevait alors à 600 millions d'euros.
Les années suivantes, le chiffre d'affaires s'est stabilisé et s'est maintenu à environ 220 millions d'euros sur l'exercice 2010/2011.